# Mario Perrotta
Mario Perrotta (Lecce, 9 marzo 1970) è un attore, drammaturgo, regista teatrale e scrittore italiano.

## Biografia
Sperimenta il teatro sin da piccolo lavorando con il nonno in una compagnia amatoriale, imparando i primi rudimenti del mestiere e recitando in dialetto leccese. Conseguito il diploma di liceo scientifico, si trasferisce a Bologna e si iscrive alla facoltà di ingegneria, che abbandona dopo un solo esame per passare alla facoltà di filosofia. Consegue la laurea con lode con una tesi dedicata all'estetica di Pirandello. Negli stessi anni (1990-1993) studia teatro a Bologna e nel 1994 fonda, insieme agli altri compagni di corso, la Compagnia del Teatro dell'Argine.
Con i fondatori del Teatro dell'Argine intraprende, dal 1994, un percorso formativo e artistico ventennale (concluso nel 2015, anno di fondazione di Permàr Associazione Culturale), improntato sulla nuova drammaturgia e soprattutto sulla scrittura dei testi che la compagnia mette in scena, alternando, a questo percorso, esperienze più "classiche" ed occasionali con Glauco Mauri e il regista Lorenzo Salveti con il quale interpreta La locandiera di Goldoni nel ruolo di Fabrizio e La dodicesima notte di Shakespeare nel ruolo del Duca Orsino.
Tra il 1994 e il 1997 sperimenta la regia con Utopolis cabaret (rivisitazione delle commedie di Aristofane ambientata nel ventennio fascista) e Billie Holiday la signora canta il Jazz (un omaggio in musica e parole alla vita travagliata e al percorso artistico della grande interprete americana). Nel 2002 dirige La casina di Plauto tradotta da Francesco Guccini in dialetto pavanese, che lo vede anche interprete accanto al noto cantautore nelle insolite vesti d'attore.
Nel 1998 con Houdini, vita morte miracoli scritto da Luca Barbuto e Andrea Paolucci per il Teatro dell'Argine, inizia un percorso da solista (diretto in quest'occasione dallo stesso Paolucci) gettando le basi dei due spettacoli che lo segnaleranno tra i rappresentanti di spicco del nuovo teatro italiano. In questo spettacolo, infatti, sperimenta quella forma del dire teatrale denominata narrazione. Ciò che distingue Perrotta, sin da questo primo assolo, dal teatro di narrazione è l'uso costante di un personaggio a cui affida il racconto, mantenendo quindi un legame forte con la mimesi attoriale. Difforme dunque nelle modalità espressive dagli altri esponenti della seconda generazione del teatro di narrazione (Ascanio Celestini, Giulio Cavalli, Davide Enia), conserva di esso (teatro di narrazione) l'aspetto formale, evidenziato da un rapporto diretto con il pubblico e dal riferire fatti accaduti in precedenza e altrove.
È con il progetto biennale Cìncali che il suo percorso artistico subisce una svolta importante. Incentrato sull'emigrazione degli italiani nel dopoguerra, il progetto è composto da due spettacoli: Italiani cìncali! - parte prima minatori in Belgio (2003) e La turnàta - italiani cìncali parte seconda (2005) entrambi interpretati e diretti da Perrotta e scritti a quattro mani con Nicola Bonazzi.

A conferma della sua vocazione attoriale nel 2004 interpreta Lorenzo nel Mercante di Venezia diretto da Elio De Capitani per il Teatro dell'Elfo.
Nel 2006 dirige insieme a Rossella Battisti la collana Teatro Incivile pubblicata dal quotidiano l'Unità, offrendo una panoramica sui migliori esponenti del nuovo teatro italiano (Ascanio Celestini con Fabbrica, Mario Perrotta con Italiani cìncali! parte prima: minatori in Belgio, Emma Dante con ‘mPalermu, Davide Enia con Maggio ‘43, Giuliana Musso con Nati in casa e Armando Punzo con I Pescecani ovvero quel che resta di Bertolt Brecht).
A dicembre 2006 debutta su Rai Radio 2 con Emigranti Esprèss un programma in 15 puntate, in cui racconta 15 nuove storie di emigrazione. Il collante del racconto è lo stesso Perrotta, all'età di dieci anni, sul treno degli emigranti e le visioni surreali di quel bambino, che lo portano a vivere quel viaggio come una vera e propria iniziazione. Il progetto radiofonico nasce direttamente dall'esperienza fatta dai 10 ai 13 anni, affidato dai genitori alle famiglie di emigranti sulla tratta Lecce-Milano. La trasmissione vince nell'ottobre 2007 il Jury Special Award alla TRT International Radio Competition tenutasi ad Istanbul (primo premio vinto da Mummies and Daddies della radio inglese BBC).
Nell'estate del 2007 presenta tre tappe di studio sull'Odissea (Bassano Opera festival, Lunatica festival e Bella Ciao festival), accompagnato dai Têtes de Bois. La ricerca è mirata a indagare un nuovo intreccio tra testo e musica. La versione definitiva dello spettacolo debutta nel novembre 2007 con Perrotta affiancato dai musicisti Mario Arcari e Maurizio Pellizzari. Per questo spettacolo Perrotta è finalista come Miglior attore al Premio Ubu 2008 e riceve il Premio Hystrio alla drammaturgia 2009.
Il 20 marzo 2008 pubblica il suo primo libro Emigranti Esprèss edito da Fandango Libri. Il 13 settembre 2008 riceve il Premio Città del Diario, assegnato in precedenza a Marco Paolini, Ascanio Celestini e Rita Borsellino e, nel 2010, a Francesco De Gregori, dall'Archivio diaristico nazionale di Pieve Santo Stefano (AR) fondato e diretto da Saverio Tutino.
A novembre 2008 debutta lo spettacolo Prima Guerra, in cui il racconto a due voci con Paola Roscioli, ripercorre le vicende drammatiche del popolo trentino durante la prima guerra mondiale. In scena con Perrotta e Roscioli ancora i due musicisti di Odissea, con musiche originali eseguite dal vivo.
A ottobre 2009 pubblica il suo secondo libro Il Paese dei diari edito da Terre di mezzo Editore. Si tratta, appunto, del racconto di quel luogo straordinario che è l'Archivio dei diari di Pieve S. Stefano. Il libro diventa spettacolo il 24 marzo 2011 debuttando al teatro Pietro Aretino di Arezzo, coprodotto dalla Fondazione Archivio diaristico nazionale e dal Biografilm festival. In scena ancora Mario Perrotta con Paola Roscioli.
Nell'estate del 2009 avvia un nuovo progetto triennale - Trilogia sull'individuo sociale - incentrato sulla rilettura di tre classici: Il Misantropo di Molière che debutta al Festival delle Colline Torinesi il 24 giugno; Cavalieri di Aristofane (debutto: 4 settembre 2010 Festival Castel dei Mondi di Andria) e Bouvard et Pécuchet di Flaubert (estate 2011)
il 28 aprile 2011, debutta con grande successo di pubblico e di stampa, a Bruxelles, con la regia del suo Italiani cincali, nella versione francese interpretata da Hervé Guerrisi, anche traduttore del testo. Il 12 maggio 2011 nell'Aula Magna dell'Università di Bologna, interpreta la sua Odissea, preceduto da una lezione dello psicanalista Massimo Recalcati, "Patris imago - conoscere il padre".
Il 12 dicembre 2011 sul palco del Piccolo Teatro di Milano vince il Premio Ubu speciale 2011 per la Trilogia sull'individuo sociale.
Nel 2012 progetta due serie di monologhi intitolati Paradossi italiani, andati in onda su Rai 3 tv, racconti di un'Italia che resiste. A settembre debutta nell'opera lirica, firmando drammaturgia e regia di Opera migrante per il Teatro Lirico Sperimentale di Spoleto. L'opera composta da due atti (Andante italiano alla belga/Musica di Lucio Gregoretti e Fuga straniera con moto/Musica di Andrea Cera) è diretta dal Maestro Marco Angius.
Nel 2013 inaugura un nuovo progetto triennale dedicato alla figura del pittore Antonio Ligabue (vedi sito dedicato). Il progetto internazionale coinvolge più di 80 artisti e copre il triennio 2013 - 2015, cinquantenario della morte del pittore.
Il primo spettacolo Un bès - Antonio Ligabue debutta al festival Primavera dei Teatri e nel 2013 frutta a Perrotta il Premio Ubu come Migliore attore protagonista ex aequo con Carlo Cecchi. Lo spettacolo vince anche nel giugno 2014 il Premio Hystrio-Twister come Migliore spettacolo dell'anno a giudizio del pubblico. 
Il secondo capitolo della trilogia intitolato Pitùr debutta a maggio 2014 al festival Primavera dei Teatri, e poi al Festival Territori di Bellinzona, dove inaugura il percorso svizzero del Progetto Ligabue. Infatti nel novembre 2014 le versioni francese e tedesca dello spettacolo Un Bès (rispettivamente: Un Bèc - Antonio Ligabue interpretato da Jean Vocat e Ein Kuss - Antonio Ligabue interpretato da Marco Michel) entrambe con la regia di Mario Perrotta, e la stessa versione italiana, debuttano in tre manicomi della Svizzera francese, tedesca e italiana nel giro di una settimana.
Intanto a giugno 2015 debutta il nuovo progetto teatrale di Mario Perrotta dedicato alla prima guerra mondiale, con due scritture originali che compongono un dittico su due fronti: Prima Guerra/quattordicidiciotto e Milite Ignoto/quindicidiciotto. Il primo dei due spettacoli racconta le sorti dei soldati austriaci di lingua italiana (gli attuali trentini e giuliani) e quelle delle loro famiglie. Il secondo capitolo racconta le vicende dei soldati italiani e del dramma linguistico che li accolse in trincea a causa dell'assenza di una lingua nazionale. Con questo progetto si inaugurano le attività della Permàr Associazione culturale fondata da Mario Perrotta, Paola Roscioli e Silvia Ferrari, cui si aggiunge in seguito Anna Giuriola. Da questo momento in poi le nuove produzioni di Mario Perrotta fanno riferimento a questo ente, mentre continua il rapporto con il Teatro dell'Argine per tutti gli spettacoli precedenti.
Nel 2015 il Progetto Ligabue si conclude con il terzo capitolo Bassa Continua che coinvolge 200 artisti di ogni forma d'arte e 50 persone dietro le quinte tra organizzatori, tecnici e volontari. I chilometri di territorio coperti sono 40 e i comuni coinvolti 3: Gualtieri, Guastalla e Reggio Emilia. I tre percorsi che partono dalle rive del Po, dal Palazzo Ducale di Guastalla e dall'ex manicomio di Reggio Emilia (dove Ligabue fu recluso per parecchi anni), si danno appuntamento ogni sera nella piazza di Gualtieri per il finale comune. Il Progetto Ligabue vince il Premio della Critica ANCT 2015 in ottobre e a novembre il Premio Ubu 2015 come Miglior Progetto Artistico e Organizzativo. Nella stessa edizione del Premio Ubu Milite Ignoto è finalista a come Migliore Novità Drammaturgica.
Da quest'ultimo spettacolo nasce un progetto site specific ad Asiago - Milite Ignoto + / Una notte sull'altipiano - che vede coinvolti, oltre ai coproduttori di Milite anche il Teatro Stabile del Veneto, il festival Bassano Opera Estate e il Comune di Asiago. Un percorso diurno guidato dagli allievi-attori della Scuola del teatro Stabile del Veneto conduce gli spettatori lungo le pendici del Monte Zebio attraverso più stazioni narrative fino alla sommità del monte. L'ascesa è accompagnata dalle guide alpine del territorio che illustrano i luoghi di guerra. Al tramonto va in scena Milite Ignoto sulla sommità del monte, con alle spalle tutto l'altipiano di Asiago.
Il 24 maggio 2015 Radio 3 Rai sceglie di commemorare i 100 anni dall'entrata in guerra italiana, con Prima Guerra e Milite Ignoto di Mario Perrotta in diretta dalla sala A di via Asiago - Roma.
A settembre Radio 2 Rai sceglie Emigranti Esprèss di Mario Perrotta tra i 28 programmi che hanno segnato l'intera storia del canale radio. Nasce così Radio 2 Cult.
A settembre 2016 va in scena un nuovo progetto sulla scia di Bassa Continua del 2015. Versoterra - a chi viene dal mare, occupa per tre giorni il territorio salentino, in un percorso itinerante che dall'alba sul mare Adriatico passa alla tappa diurna di Lecce, per giungere al tramonto sullo Ionio e chiudersi la notte, di nuovo sull'Adriatico. Delle quattro tappe che hanno coinvolto 90 tra artisti tra attori, musicisti, danzatori e tecnici, l'ultima tappa notturna è costituita dallo spettacolo Lireta - a chi viene dal mare, traccia permanente dell'intero progetto.
A novembre 2016 Mario Perrotta debutta per la prima volta al Piccolo Teatro di Milano e durante le repliche di Milite Ignoto tiene una masterclass di 8 giorni per gli allievi dello scuola del Piccolo Teatro, impegno che proseguirà. 
Nel 2016 ha espresso posizioni vicine al movimento No Cav schierandosi a favore della tutela delle Alpi Apuane.
Tra ottobre e novembre 2017 debutta Caporetto non si può dire, progetto speciale che ha preso vita nella città di Udine – Capitale della Grande Guerra – nei giorni del Centenario della ritirata di Caporetto, con spettacoli, workshop e incontri. Più di 200 le persone coinvolte tra artisti, organizzatori, tecnici, spettatori. Il progetto è stato realizzato in collaborazione con Comune di Udine, Archivio Diaristico nazionale di Pieve S. Stefano (AR), Udine Musei, Teatro Club Udine, Civica Accademia d’Arte Drammatica Nico Pepe e inserito nel programma ufficiale per le commemorazioni del Centenario della Prima Guerra Mondiale a Cura della Presidenza del Consiglio dei Ministri.
Nel 2018 prende avvio il progetto In nome del padre, della madre, dei figli, trilogia teatrale dedicata alle trasformazioni della famiglia contemporanea, con la consulenza alla drammaturgia di Massimo Recalcati. I primi due capitoli, In nome del padre (produzione Teatro Stabile di Bolzano) e Della madre (produzione Teatro Stabile di Bolzano e La Piccionaia) debuttano al Piccolo Teatro di Milano rispettivamente a dicembre 2018 e a gennaio 2020.
Nella primavera del 2018 Perrotta è inoltre sul set di Volevo nascondermi, il film di Giorgio Diritti su Antonio Ligabue con protagonista Elio Germano e Perrotta nel ruolo di Raffaele Andreassi. 
A luglio 2018 e luglio 2019 il Festival di Teatro Antico di Veleia (PC) ospita due progetti speciali con Recalcati e Perrotta in scena insieme: Dalle ceneri dei padri. Indagine a due su un padre possibile e Madre: Indicativo presente. Improvvisazione a tre voci sul materno.
Nel 2019 In nome del padre è finalista ai Premi Ubu come Migliore nuovo testo o scrittura drammaturgica.
A marzo 2020 prende vita il progetto Manuale di sopravvivenza – rilettura in musica e parole dell’opera autobiografica Terra matta di Vincenzo Rabito (Einaudi, 2007) – nato da un’idea del Piccolo museo del diario e prodotto dall’Archivio dei Diari di Pieve S. Stefano (AR), in collaborazione con Giulio Einaudi Editore, Rai Radio 3 e Duel: un’avventura radiofonica e in video che ha scandito con appuntamenti quotidiani gran parte della quarantena.

## Premi e riconoscimenti
- 2003: Targa della Camera dei deputati per Italiani Cìncali.
- 2004: finalista ai Premi Ubu come Migliore novità drammaturgica con Italiani Cìncali.
- 2007: Jury Special Award alla TRT International Radio Competition per Emigranti Esprèss.
- 2008: Premio Città del diario, assegnato dall'Archivio diaristico nazionale[8].
- 2008: finalista ai Premi Ubu come Miglior attore protagonista per Odissea.
- 2009: Premio Hystrio alla drammaturgia per Odissea.
- 2011: Premio Ubu speciale per Trilogia sull'individuo sociale.
- 2013: Premio Ubu come Miglior attore protagonista per Un bès - Antonio Ligabue.
- 2014: Premio Hystrio-Twister come Migliore spettacolo dell'anno a giudizio del pubblico per Un bès - Antonio Ligabue.
- 2015: Premio della Critica - Associazione Nazionale Critici di Teatro per l'intero Progetto Ligabue.
- 2015: Premio Ubu come Miglior progetto artistico e organizzativo per l'intero Progetto Ligabue.
- 2015: finalista ai Premi Ubu come Migliore novità drammaturgica per Milite Ignoto.
- 2017: finalista ai Premi Ubu come Miglior progetto artistico e curatoriale per Versoterra.
- 2017: finalista Paola Roscioli ai Premi Ubu come Miglior Attrice protagonista per Lireta.
- 2019: finalista ai Premi Ubu come Migliore nuovo testo o scrittura drammaturgica per In nome del padre.
- 2022: Premio Ubu come Miglior nuovo testo italiano / scrittura drammaturgica per Dei figli[9]
- 2023: finalista ai Premi Ubu come Miglior Attore per Come una specie di vertigine. Il Nano, Calvino, la libertà

## Opere

### Testi teatrali
- Italiani cìncali - parte prima: minatori in Belgio scritto insieme a Nicola Bonazzi pubblicato su Hystrio - trimestrale di teatro e spettacolo, n.2 anno 2008
- La turnàta - Italiani cìncali parte seconda scritto insieme a Nicola Bonazzi
- Odissea pubblicato su Hystrio - trimestrale di teatro e spettacolo, n.4 anno 2009
- Prima guerra
- Il Misantropo trad. in versi dal francese dell'opera di Molière
- I cavalieri - Aristofane cabaret
- Atto finale - Flaubert elaborazione drammatugica da Bouvard et Pécuchet di Flaubert
- Un bès - Antonio Ligabue (Progetto Ligabue primo movimento)
- Pitùr (Progetto Ligabue secondo movimento)
- Milite Ignoto - quindicidiciotto
- Lireta - a chi viene dal mare
- In nome del padre
- Della madre
- Dei figli
- Come una specie di vertigine. Il Nano, Calvino, la libertà

### Narrativa
- Emigranti Esprèss Roma, Fandango Libri 2008. ISBN 978-88-6044-047-1
- Il paese dei diari Milano. Terre di mezzo 2009. ISBN 978-88-6189-096-1

### Lirica / Musicale
- Opera migrante per il Teatro Lirico Sperimentale di Spoleto.
- Le nuove vie dei canti un progetto di Guido Barbieri per Lampedusa. Drammaturgia e regia di Mario Perrotta. Musiche di Paolo Marzocchi.

### Altri scritti
- Io, mio padre e Telemaco su Prima Persona, Anno IX - n° 18, marzo 2008. Rivista semestrale della Fondazione dell'Archivio diaristico di Pieve Santo Stefano (AR)
- Marcinelle è una lavata di mani n. speciale della rivista Diario, anno 2006, agosto.
- In una parola. Frammenti di un'enciclopedia casuale. Benzoni editore 2014. AA. VV. A cura di: Claudio Benzoni. Mario Perrotta ha declinato la parola: Sesso.

### Video
- Italiani cìncali- parte prima: minatori in Belgio nella collana di DVD Teatro Incivile, pubblicato da L'Unità. 2006
- Bassa Continua - documentario, pubblicato con la Gazzetta di Reggio. 2015